# أوم كي جون
أوم كي جون (هانغل: 엄기준)؛ هو ممثل كوري جنوبي. اشتهر بدوره الشرير في المسلسل الكوري الناجح المتهم البريء لعام 2017، وسلسلة بنتهاوس 2020-21.

## الحياة الفنية
ظهر أوم كي جون لأول مرة في التمثيل عام 1995 في مسرحية ريتشارد الثالث، اشتهر لاحقًا كممثل مسرحي موسيقي، حيث لعب دور البطولة في "الغناء في المطر والفرسان الثلاثة وجاك السفاح وكونت مونت كريستو وامسكني إذا استطعت وريبيكا، كما ظهر في مسرحية باتريك ماربو.
زادت شعبية أوم بعد أن بدأ في لعب أدوار داعمة في الدراما التلفزيونية مثل «فريق تحقيقات الحياة الخاصة» وعوالم داخل والبطل والحلم السامي ورائحة امرأة والالم، كان أيضًا الممثل الرئيسي لكل من مسلسل عمل جيد، عمل جيد وفايروس.
لعب أوم دور الشرير في فيلمه الأول رجل الثأر، مع الممثل لي ميونغ مين، لعب أيضا دور المحقق الذي يحقق في جرائم القتل المتسلسلة في فيلم الرعب القاتل توون مع الممثلة لي سي يونغ كاعدو لها.
في عام 2017 لعب أوم دور الشرير في مسلسل الإثارة القانوني الشهير المتهم البريء وفاز بجائزة "شخصية العام.
في عام 2020، شارك في المسلسل التلفزيوني السقيفة بدور جو دان-تاي، الشرير الرئيسي وعبقري العقارات. تم بث المسلسل على قناة إس بي إس اعتبارًا من 26 أكتوبر 2022 إلى 10 سبتمبر 2021.
في 2021، وقع أوم عقدا مع يور إنترتاينمنت. وقد تأسست من قبل المدير الذي كان معه منذ أول ظهور له.

## فيلموغرافيا
مسلسلات تلفزيونية :
| عام  | عنوان                                    | الدور                       | قناة البث      |
| ---- | ---------------------------------------- | --------------------------- | -------------- |
| 2006 | Drama City "Who Loved Her?"              | بارك تشول هو                | كي بي إس 2     |
| 2007 | Drama City "Grim Reaper with Amnesia"    | دونغ ووك                    | كي بي إس 2     |
| 2007 | Kimchi Cheese Smile                      | اوم كي جون                  | إم بي سي تي في |
| 2008 | Drama City "Secret, Only You Don't Know" | بارك هيونغ جو               | كي بي إس 2     |
| 2008 | Life Special Investigation Team          | بارك تشان هو                | إم بي سي       |
| 2008 | Worlds Within                            | سونغ جيو هو                 | كي بي إس 2     |
| 2009 | Good Job, Good Job                       | تشوي سيونغ يون              | إم بي سي       |
| 2009 | Hero                                     | كانغ هي سوتغ                | إم بي سي       |
| 2011 | Dream High                               | كانغ أوه هيوك               | كي بي إس 2     |
| 2011 | Miss Ripley                              | المدعي العام (فقط حلقة 14)  | إم بي سي       |
| 2011 | Scent of a Woman                         | تشا إيون سوك                | إس بي إس       |
| 2011 | Can't Lose                               | تشا سيوك هون (فقط 14-17)    | إم بي سي       |
| 2012 | الشبح                                    | جو هيون مين                 | إس بي إس       |
| 2013 | الفايروس                                 | لي ميونغ هيون               | أو سي إن       |
| 2013 | أستطيع أن أسمع صوتك                      | محقق شرطة (حلقة 14)         | إس بي إس       |
| 2014 | الصليب الذهبي                            | مايكل جونغ                  | كي بي إس 2     |
| 2015 | الرجل المقنع                             | كانغ يونغ وونغ              | كي بي إس 2     |
| 2016 | كابوس المدرس                             | هان بونغ جو                 | Naver TV Cast  |
| 2017 | المفقودين التسعة                         | محقق أوه                    | إم بي سي       |
| 2017 | المتهم البريء                            | تشا سون هو & تشا مين هو     | إس بي إس       |
| 2017 | أنا لست روبوت                            | هونغ بيك كيون               | إم بي سي       |
| 2018 | جراحوا القلب                             | تشوي سوك هان                | إس بي إس       |
| 2020 | السقيفة                                  | جو دان تاي & السيد بايك     | إس بي إس       |
| 2021 | السقيفة 2 & السقيفة 3                    | جو دان تاي & السيد بايك     | إس بي إس       |
| 2022 | شهاب                                     | يون جانغ سيوك ، الحلقة (13) | تي في ان       |
| 2022 | نساء صغيرات                              | بارك جاي سانغ               | تي في ان       |
| 2023 | الهاربون السبعة                          | [ 23 ]                      | إس بي اس       |

## الجوائز والترشيحات
| قائمة الجوائز والترشيحات | قائمة الجوائز والترشيحات                       | قائمة الجوائز والترشيحات                             | قائمة الجوائز والترشيحات  | قائمة الجوائز والترشيحات | قائمة الجوائز والترشيحات |
| السنة                    | الجائزة                                        | الفئة                                                | عن عمل                    | النتيجة                  | م.                       |
| ------------------------ | ---------------------------------------------- | ---------------------------------------------------- | ------------------------- | ------------------------ | ------------------------ |
| 2007                     | جوائز ام بي سي للترفيه                         | جائزة التميز، ممثل في مسرحية كوميدية / كوميديا       | كيمتشي تشيز سمايل         | فوز                      |                          |
| 2008                     | جوائز كي بي إس الدرامية                        | أفضل ممثل مساعد                                      | عوالم داخل                | فوز                      |                          |
| 2009                     | جوائز بيكسانغ للفنون 45th                      | أفضل ممثل جديد (تلفزيون)                             | عوالم داخل                | رُشِّح                      |                          |
| 2010                     | جوائز Grand Bell 47                            | أفضل ممثل جديد                                       | رجل الثأر                 | رُشِّح                      |                          |
| 2010                     | جوائز الفيلم الكوري الثامن                     | أفضل ممثل جديد                                       | رجل الثأر                 | رُشِّح                      |                          |
| 2011                     | جوائز فيلم 8th Max Movie                       | أفضل ممثل جديد                                       | رجل الثأر                 | رُشِّح                      |                          |
| 2011                     | جوائز بيكسانغ للفنون 47                        | أفضل ممثل جديد (فيلم)                                | رجل الثأر                 | رُشِّح                      |                          |
| 2011                     | مهرجان بوشون الدولي الخامس عشر للأفلام الرائعة | جائزة It Star                                        | غير متاح                  | فوز                      | [ 24 ]                   |
| 2011                     | جوائز الدراما الكورية الرابعة                  | أفضل ممثل مساعد                                      | الحلم السامي، رائحة امرأة | رُشِّح                      |                          |
| 2011                     | جوائز اس بي اس دراما                           | جائزة التميز، ممثل في دراما نهاية الأسبوع            | رائحة امرأة               | فوز                      | [ 25 ]                   |
| 2012                     | جوائز اس بي اس دراما                           | جائزة التميز، ممثل في دراما خاصة                     | شبح                       | رُشِّح                      |                          |
| 2017                     | جوائز ام بي سي دراما                           | جائزة التميز الأعلى، ممثل في مسلسل قصير              | أنا لست روبوت             | رُشِّح                      |                          |
| 2017                     | جوائز دراما إس بي إس                           | جائزة التميز الأعلى، ممثل في دراما الإثنين والثلاثاء | المتهم البريء             | رُشِّح                      | [ 26 ]                   |
| 2017                     | جوائز دراما إس بي إس                           | شخصية العام                                          | المتهم البريء             | فوز                      |                          |
| 2018                     | جوائز دراما إس بي إس                           | جائزة التميز، ممثل في دراما الأربعاء والخميس         | جراحو القلب               | رُشِّح                      | [ 27 ]                   |
| 2018                     | جوائز دراما إس بي إس                           | جائزة المنتج                                         | جراحو القلب               | فوز                      | [ 27 ]                   |
| 2020                     | جوائز دراما إس بي إس                           | جائزة التمييز الأعلى.                                | السقيفة                   | فوز                      | [ 28 ]                   |

## روابط خارجية
أوم كي جون على موقع IMDb (الإنجليزية)
- أوم كي جون على موقع قاعدة بيانات الفيلم (الإنجليزية)

أوم كي جون في هانسينما